# Xã Briley, Michigan
Xã Briley (tiếng Anh: Briley Township) là một xã thuộc quận Montmorency, tiểu bang Michigan, Hoa Kỳ. Năm 2010, dân số của xã này là 1.860 người.